# Strangalia antennata
Strangalia antennata är en skalbaggsart som beskrevs av Schaeffer 1908. Strangalia antennata ingår i släktet Strangalia och familjen långhorningar. Inga underarter finns listade i Catalogue of Life.